# Regierung der Ukrainischen Volksrepublik im Exil

Kleines Wappen der Ukrainischen Volksrepublik

Die Regierung der Ukrainischen Volksrepublik im Exil existierte von 1921 bis 1992. Ihr letzter Akt war die Anerkennung des ukrainischen Staates, der nach der Ausrufung der Unabhängigkeit der Ukrainischen SSR gegründet wurde, als Nachfolger der Ukrainischen Volksrepublik. Damit wurde die Regierung der Ukrainischen Republik im Exil aufgelöst.

## Rechtsgrundlage
Die Rechtsgrundlage der UPR-Regierung wurde in den Gesetzen Über die zeitweilige Oberste Verwaltung und Gesetzgebung in der UPR und Über den Staatlichen Volksrat festgelegt, die am 12. November 1920 vom Direktorium der Ukraine verabschiedet wurden.

## Die Leiter des Direktoriums, Präsidenten der UPR im Exil
- Symon Petljura (1879–1926)
- Andrij Liwyzkyj (1879–1954)
- Stepan Wytwyzkyj (1884–1965)
- Mykola Liwyzkyj (1907–1989)
- Mykola Plawjuk (1925–2012)

## Vizepräsidenten der UPR im Exil
- Oleksandr Udowytschenko[4]
- Iwan Bahrjanyj
- Mykola Stepanenko[5]
- Jurij Bojko[6]
- Jaroslaw Rudnyckyj[7]
- Mykola Plawjuk
- Mychajlo Woskobojnik[8]

## Standort
Die Exilregierung befand sich zunächst in Tarnów in Polen, von 1924 bis 1926 in Paris, bis 1939 in Warschau, von 1940 bis 1944 in Paris, von 1944 bis 1946 in Weimar und Bad Kissingen und von 1946 bis 1976 in München. 1976 zog sie nach Philadelphia (USA). Sie blieb dort bis zu ihrer Selbstauflösung im Jahr 1992.